# أندرس كيدنيوس

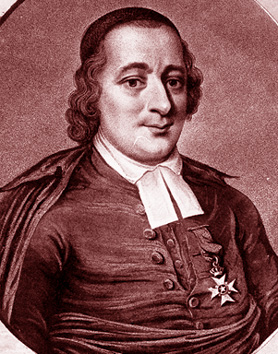
أندرس كيدنيوس.

أندرس كيدنيوس (Anders Chydenius؛ سوتكامو، 26 فبراير 1729 - كوكولا، 1 فبراير 1803) ليبرالي كلاسيكي رائد في التاريخ الشمالي . وُلد في سوتكامو في شمال شرق فنلندا ، بعد تتلمذه على يد بهر كالم في أكاديمية توركو الملكية أصبح كيدنيوس كاهناً وفيلسوفاً تنويرياً و عضواً في ريكسداغ الطبقات السويدي.
بعد كتاب غوستاف الثالث بعنوان الانقلاب عام 1772، والذي كان نهاية الحكم البرلماني لبلد آخر، عاد كيدنيوس لفترة قصيرة إلى الشهرة وعمل على زيادة الحريات المدنية والحرية الاقتصادية كجزءٍ من عقيدة غوستاف للحكم المطلق المستنير، وساهم في إلغاء التعذيب كوسيلة للاستجواب، الحد من عقوبة الإعدام، وتشريع الهجرة اليهودية والكاثوليكية إلى السويد. في النهاية، أخرج موقف الملك الاستبدادي المتزايد كيدنيوس من التفضيل مرة أخرى، وتقاعد للحياة الخاصة في بوهيانما، حيث توفي بعمر 73 عامًا.
من أوائل الرواد -بحسب المعايير العالمية أيضًا- ومُناصر لليبرالية الاقتصادية، الحرية الدينية، حرية التعبير والهجرة (كتب كُتيبًا عن اليد الخفية قبل نشر ثروة الأمم بعقد من الزمن) كان أحد أول فلاسفة الليبرالية واسعي الإدراك.

## سيرة حياته
وُلد أندريس كيدنيوس عام 1729 في سوتكامو، بوهيانما (جزء من منطقة كاينو الآن) حيث كان والده جايكوب قسيسًا. انتقلت العائلة إلى كوسامو عام 1734 حيث أصبح والده رئيس رعية. قضى أندريس طفولته في منطقة شمال فلندا القاحلة. تلقّى هو وشقيقه تعليمًا خاصًا من قبل والدهم ومن ثم ذهبا إلى مدرسة أولو للقواعد (Uleåborg trivialskola). بعد الحرب الروسية السويدية (1741-1743)، درس الصبيّان بشكل خاص في تورنيو وأُدخلا إلى أكاديمية توركو الملكية عام 1745. ودرسا أيضًا في جامعة أوبسالا. درس أندريس الرياضيات، والعلوم الطبيعية، واللاتينية، والفلسفة. انتقل الأب جيكوب وعائلته إلى كوكولا عام 1746.

### نيديرفيتيل
بعد التخرج في عام 1753، عُين أندريس واعضًا لكنيسة صغيرة للرعية التابعة لنيديرفيتيل (اليوم هي جزء من كرونوبي) في بوهيانما. تزوج عام 1755 من بياتا ماجدالينا ميلبرج، ابنة التاجر من ياكوبستاد. كان الزوجان بدون أطفال. كان كيدنيوس نشطًا في عدة مشاريع مثل تنظيف الأهوار، تجريب أنواع جديدة من الحيوانات والنباتات، وتبني طرق جديدة لزراعة البطاطس والتبغ. كانت غايته هي تثقيف الفلَاحين بالقدوة. مارس كيدنيوس الطب وأصبح معروفًا بتلقيحه للناس العاديين ضد الجدري وقام أيضًا بعمليات لمرض الساد وحضَّر الأدوية.

### ريكسداغ الطبقات 1765-1766
كان بعضٌ من أوائل كتاباته حول الأمور العملية مثل الطحالب التي تكسي المروج، وتحسينات في تصميم عربات الأحصنة. ثم انتقل إلى الأسئلة الاجتماعية وأصبح معروفًا بكونه كاتبًا ومُتحدثًا. أُرسل إلى دايت عام 1765 للحصول على حقوق تجارة حرة لبلدات بوهيانما. حصلت مُدن كوكولا، فآسا، بوري وأولو على حقوق ملاحية ساعدتهم في التطوير لاحقًا وكلك في بوهيانما ككل. في ذلك الوقت، كان القطران الذي من المفترض أن يجلب الازدهار لمدينته وللساحل يُباع خارج البلاد عن طريق ستوكهولم، التي جنت معظم الأرباح. بسبب جهود كيدنيوس، أُوقف احتكار ستوكهولم ومنذ عام 1765، حصلت البلدات على حرية بيع وشحن القطران مباشرةً للزبائن الأجانب.
شارك كيدنيوس بشكل نشط في الدايت، ونشر عدة مقالات انتقاد مما تسبب بضجة كبيرة. كانت إحدى نتائج نشاطاته في الدايت هي سيطرة برلمانية أشد على الميزانية الحكومية. اعتُبر أحد أعظم إنجازاته تمديد حرية الصحافة. تسببت نشاطاته المتشددة له بالاستبعاد من الدايت من قبل حزبه السياسي عام 1766.

### كوكولا
عُين في عام 1770 في منصب رئيس جامعة كوكولا حيث ركَّز على عمل الأبرشية. حافظ على الأوركسترا الخاصة به، تمرَّن معهم. أدو حفلات موسيقية في صالة استقبال بيت القسيس. عاش والده في منزل الرعية في كوكولا منذ عام 1746 وحتى 1766، وعاش أندريس هناك منذ عام 1770 إلى 1803.
شارك أندريس كيدنيوس بين عامي 1778 و1779 مرة أخرى في الدايت، والذي طُرح فيه موضوع منصب الوظيفة المؤقتة. دافع عن حقوق طبقة الموظفين. قدَم مشروع قانون بناءً على اقتراح غوستاف الثالث يُمنح الأجانب بواسطته أيضًا حقوقًا محدودة لممارسة ديانتهم الخاصة. شارك في الدايت مرة أخرى عام 1793 وكان ناشطًا ككاتب يغطي تطور الزرعة، حرق نترات البوتاسيوم، الجدري، ومستوطنة لابي. كانت إحدى مهامه خلال سنواته الأخيرة هي الإشراف على بناء ملحق لكنيسة الأبرشية القديمة. توفي عام 1803.

## أفكار

### التجارة الحرة
نشر كيدنيوس في عام 1765 منشورًا بعنوان الربح الوطني (بالفنلندية: Den nationnale winsten)، والذي اقترح فيه أفكارًا عن التجارة والصناعة الحرة، يستكشف العلاقة بين الاقتصاد والمجتمع، ويخطط لمبادئ مثل الليبرالية، الرأسمالية، والديمقراطية الحديثة. نشر كيدنيوس في الكتاب نظريات شبيهة كثيرًا لاستعارة اليد الخفية آدم سميث، قبل نَشر سميث لكتابه ثروة الأمم بإحدى عشرة سنة.
وضع كيدنيوس نظرياته في موضع التنفيذ عن طريق اقتراح التحرير الصارم للتجارة إلى ريكسداغ الطبقات للمدن على طول خليج بوثنيا. مع ذلك، فلم تُفهم أغلب اقتراحاته الأخرى، مثل تحويل لابلاند إلى دولة حارسة لجعل المقاطعة الفقيرة تزدهر اقتصاديًا:
دولة حرّة، ملكية خاصة وحرية فردية. باستطاعة السكان اختيار أية مهنة، سوف تكون حرية التجارة كاملة، لن تكون هنالك امتيازات، قوانين أو ضرائب. لن تكون البيروقراطية موجودة، سيكون الضابط الوحيد هو القاضي الذي يُشرف على عدم قمع حقوق أحد.

أصبح كيدنيوس مُناصرًا لحرية الصحافة. كتب في تقرير نُشر عام 1776:
«لا حاجة لدليل على أن حرية كتابة أو تعبير معينة هي واحدة من أقوى الحصون للتنظيم الحر للدولة، والذي لن يكون للعقارات بدونه معلومات كافية لصياغة قوانين جيدة، وأولئك الذين يقيمون العدالة لن يكونوا مراقبين، ولن يعلم الخاضعون متطلبات القانون، حدود حقوق الحكومة، ومسؤولياتهم الخاصة. سوف يُحطَّم التعليم والأسلوب الجيد؛ خشونة في الفكر، الكلام، والأخلاق سوف تنتصر، وسوف يعتم الظلام سماء حريتنا خلال بضع سنوات».

### المساواة الطبيعية
كان كيدنيوس صريحًا حول الحقوق العالمية وإلغاء الميزات. أراد منح الفقراء نفس الحرية كالبقية وجادل لصالح الفقراء، الأمر الذي كان في وقتها استثنائيًا بين السياسيين. روَّج للديمقراطية ودافع عن الحرية الدينية، حرية التعبير، حرية التجارة والصناعة، وحقوق العمال. دعا إلى الإشراف على الطريقة التي تصرف بها الدولة تمويلاتها. نقول في اللغة العصرية أنه دافع عن الانفتاح والحُكم الجيد.

في مقالة لعام 1778، أفكار حول الحقوق الطبيعية للخدم والفلاحين، كتب:
«تُشكلهم الطبيعة مثلنا تمامًا. وضعهم في السرير هو مثل وضعنا، لأرواحهم نفس شعور أرواح الناس الآخرين، وبهذا من السهل أن نرى أن إله الخلق كان ينوي منهم أيضًا أن يكون لهم حقوق متساوية مع الناس الآخرين».

## تركته
يُرى كيدنيوس على أنه مؤثر كبير على المفكرين الشماليين بالإضافة إلى سياسات الحياة الحقيقية، مُروجًا بصرامة لليبرالية الكلاسيكية. صُنف على أنه أب الليبرالية السويدية. شملته كل من فنلندا والسويد مع شخصياتهم التاريخية البارزة، يُصنف بشكل متغير بكونه أما سويديّ أو فلنديّ الجنسية.